# Duncan Laurence
Duncan Laurence, artiestennaam van Duncan de Moor (Spijkenisse, 11 april 1994), is een Nederlandse singer-songwriter. Hij kreeg in Nederland bekendheid door zijn deelname aan het vijfde seizoen van het televisieprogramma The voice of Holland, waar hij de halve finale bereikte. In 2019 won hij het Eurovisiesongfestival met het door hemzelf geschreven en gecomponeerde nummer Arcade.

## Carrière

### Jeugd, opleiding en The Voice of Holland
De Moor is oud-leerling van het PENTA college CSG Jacob van Liesveldt te Hellevoetsluis. Sinds zijn 13e jaar schrijft hij eigen teksten. Op zijn 17e deed hij mee aan Kunstbende. In 2012 won hij de lokale talentenjacht Brielle's got Talent. Hierdoor mocht hij een dag in een studio muziek opnemen met producer Emanuel Platino.
De Moor startte in 2013 met een opleiding aan de Rockacademie van Fontys Hogeschool voor de Kunsten in Tilburg. Hij ontwikkelde zich daar als zanger, songwriter en producent en deed tijdens zijn studie-ervaring op in onder meer Londen en Stockholm. Met medestudenten richtte hij de band The Slick and Suited op (later kortweg The Slick), waarmee rockmuziek gecombineerd met soul en pop werd gespeeld. The Slick and Suited maakte in januari 2014 haar debuut op Eurosonic Noorderslag en trad later op als voorprogramma van Berget Lewis en Jett Rebel.
Aandacht voor The Slick and Suited leidde in 2014 tot een uitnodiging om deel te nemen aan het vijfde seizoen van The voice of Holland. De Moor kwam door de Blind Auditions met het nummer Sing van Ed Sheeran. Hij sloot zich aan bij het team van Ilse DeLange en bereikte de halve finale.
In maart 2016 besloot De Moor te stoppen met The Slick. Hij studeerde in 2017 af aan de Rockacademie. Als songwriter sloot hij zich aan bij Sony/ATV Music Publishing.

### Deelname Eurovisiesongfestival 2019 en overwinning

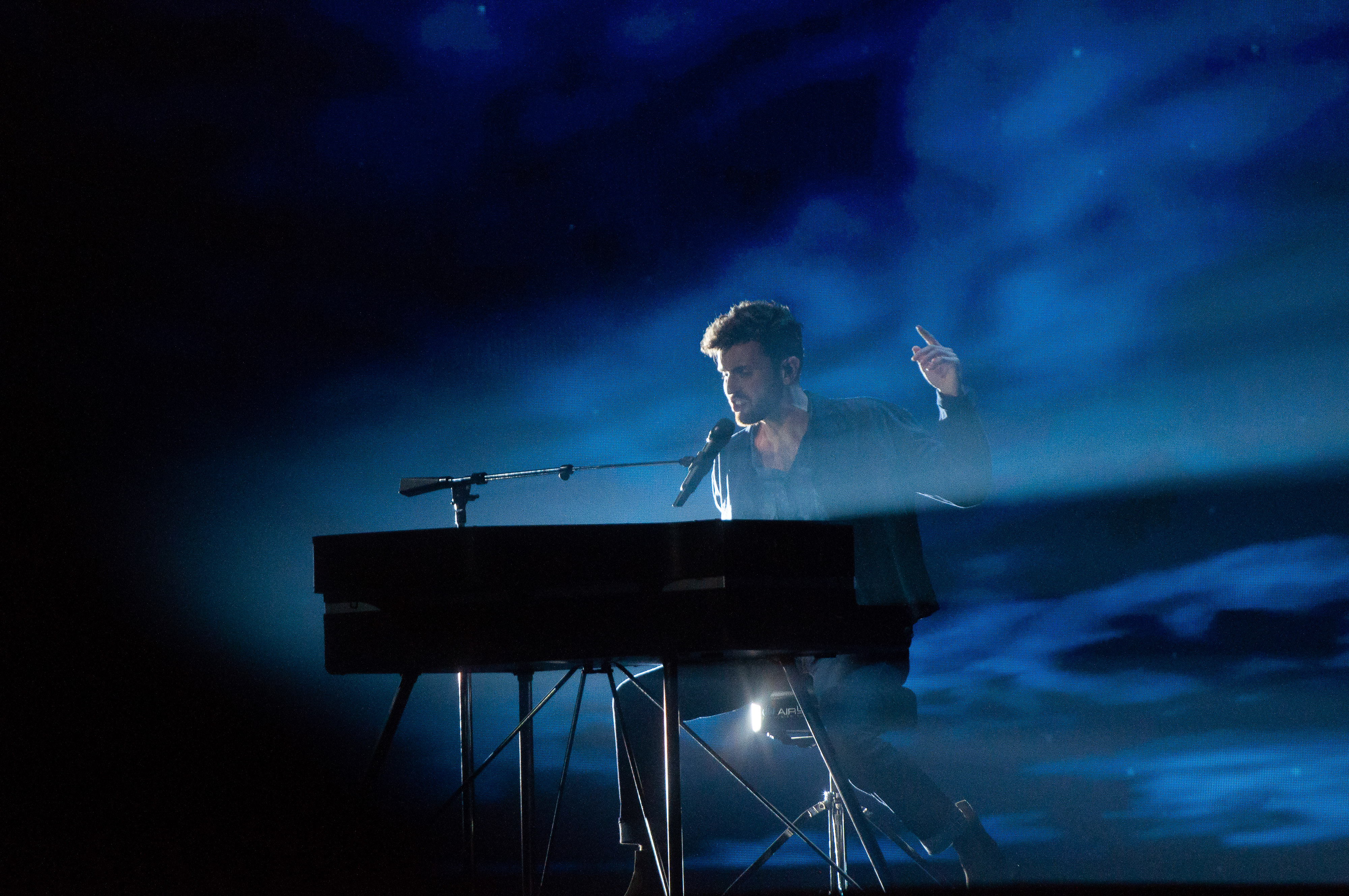
Laurence tijdens een repetitie van zijn songfestivalnummer.

In januari 2019 werd bekendgemaakt dat De Moor, inmiddels opererend onder het pseudoniem Duncan Laurence, namens Nederland ging deelnemen aan het Eurovisiesongfestival 2019. Hij was met het door hemzelf geschreven en gecomponeerde lied Arcade bij de selectiecommissie voorgedragen door Ilse DeLange, met wie hij na zijn deelname aan The voice of Holland contact had gehouden. Op 7 maart werd Arcade gepresenteerd in het televisieprogramma De Wereld Draait Door. Hoewel er aanvankelijk enige kritiek was dat de selectiecommissie een relatief onbekende zanger naar het songfestival stuurde, verstomde dit al snel toen bleek dat hij bij bookmakers favoriet bleek te zijn voor de overwinning.
Op 18 mei 2019 won Laurence in Tel Aviv het Eurovisiesongfestival. Van de vakjury kreeg hij de derde plaats toebedeeld, bij de stemmen van de televoting kwam hij op een tweede plaats, genoeg om het songfestival voor Italië (tweede) en Rusland (derde) te winnen. Het nummer werd de zondag na zijn winst ruim 1,24 miljoen keer binnen Nederland gestreamd. Hiermee verbrak hij het Nederlandse Spotify-record door het vaakst gestreamd te zijn binnen 24 uur. Laurence werd de vijfde Nederlandse winnaar van het Eurovisiesongfestival. Het was voor het eerst sinds 1975 dat Nederland weer won.

### Na het Eurovisiesongfestival
De al eerder geplande Nederlandse clubtour in oktober en november 2019 raakte na de winst bij het Eurovisiesongfestival binnen een week uitverkocht. Na afloop van deze concerten gaf Laurence in andere Europese landen concerten en werd hij na het uitvallen van de band First Aid Kit toegevoegd aan de line-up van Pinkpop 2019. Voor 26 maart 2020 werd een concert in de Ziggo Dome in Amsterdam vastgelegd. Deze werd echter later door Laurence verschoven naar 17 november 2020 omdat hij meer tijd nodig had om aan nieuwe muziek te werken. Op 23 oktober bracht hij zijn tweede single Love Don't Hate It uit die de 6e plaats in de Top 40 behaalde. Op 13 mei 2020 heeft Laurence zijn eerste EP uitgebracht onder de titel Worlds on Fire met daarop de single Someone Else plus Arcade, Love Don't Hate It en twee nieuwe liedjes. Op 13 november van datzelfde jaar bracht Laurence zijn debuutalbum Small Town Boy uit. Deze werd voorafgegaan door de single Last Night en een samenwerking met Armin van Buuren getiteld Feel Something.
Laurence zou in mei 2021 tijdens de finale van het Eurovisiesongfestival 2021 in Rotterdam Arcade en zijn nieuwe nummer Stars ten gehore brengen. Echter, dit optreden werd enkele dagen daarvoor afgelast omdat hij besmet bleek te zijn met het coronavirus. Desondanks liet zijn management weten dat hij nog wel te zien zou zijn tijdens de finale. Net als bij de IJslandse inzending van Daði & Gagnamagnið, waarbij eveneens een van de bandleden positief was getest op COVID-19, werden opnames van de repetitie in de zaal getoond. Ook kon Laurence de punten van de Nederlandse vakjury niet uitdelen en de trofee niet uitreiken. Romy Monteiro deelde voor hem de punten van de Nederlandse vakjury uit en de presentatoren deelden de trofee uit.

### Skyboy

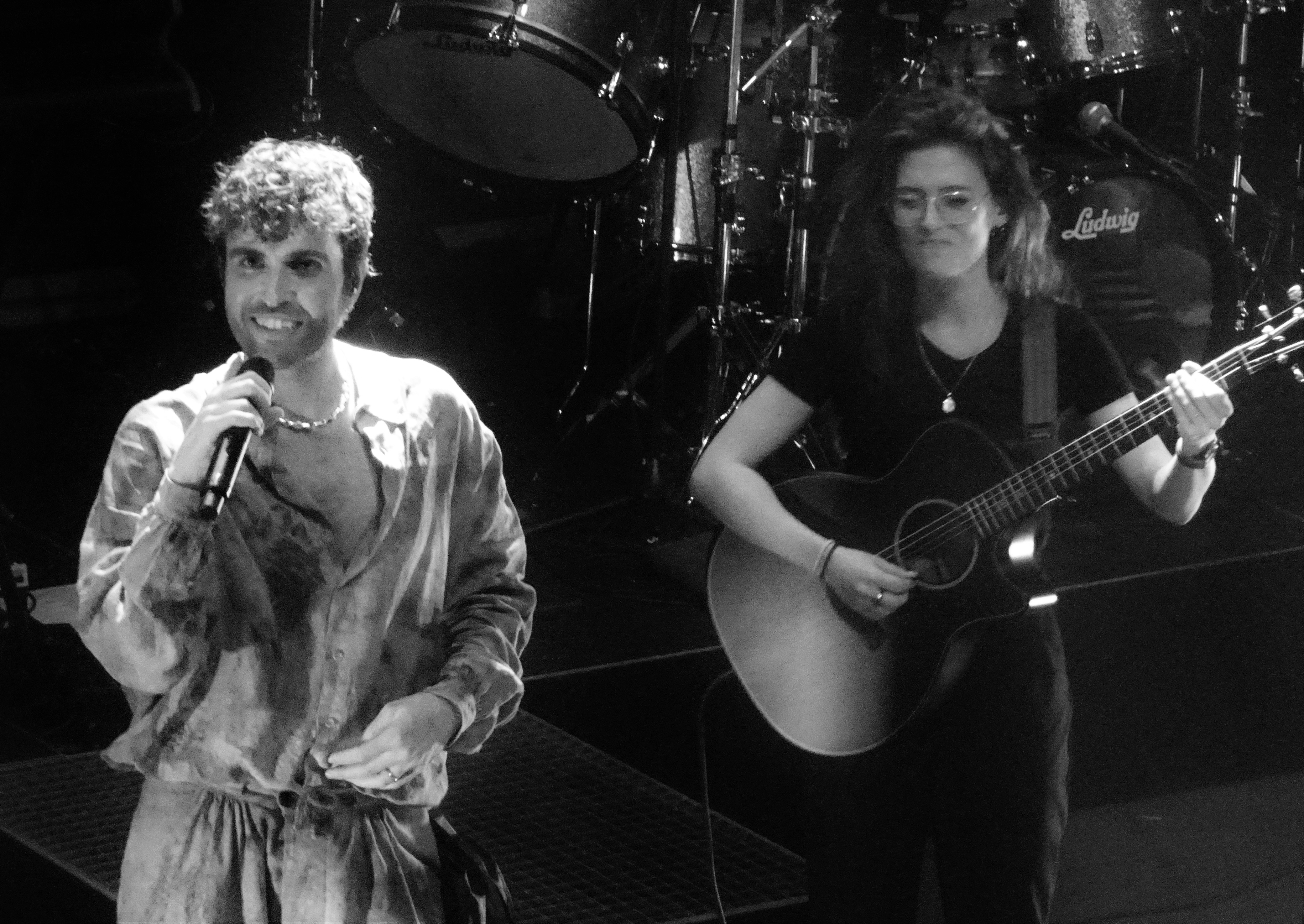
Duncan Laurence op de eerste dag van zijn 2021/2022 Tour (21 oktober 2021, Breda)

Op 21 oktober 2021 begon Laurence aan een nieuwe tour. Naast optredens in Nederland werden tussen oktober en november 2022 tijdens deze tour nog zeven andere Europese landen bezocht. Laurence is in hetzelfde jaar ook een van de coaches in de Vlaamse The Voice Kids. Karista Khan won, waarmee Laurence als coach won. Eind 2022 volgden bovendien de singles Electric Life en I Want It All, alsmede WDIA (Would Do It Again), een samenwerking met de Armeense zangeres Rosa Linn. Op 8 maart dat jaar bracht Laurence de single Skyboy uit, de titeltrack en derde voortijdig uitgebrachte single (na Electric Life en I Want It All) van zijn tweede album Skyboy dat 26 mei zou verschijnen. Vanwege persoonlijke omstandigheden stelde hij de release van dat album op diezelfde dag uit. Het uitstel kwam hem op kritiek te staan, omdat hij vlak daarna wel afreisde naar Spanje voor opnames van Beste Zangers. Later in augustus dat jaar volgden de singles Anything en Rest in Peace die ook op het album zouden verschijnen, alsmede de mededeling dat het uitgestelde album op 22 september 2023 zou uitkomen, wat ook gebeurde.
In 2023 was Laurence nauw betrokken bij de inzending voor het Eurovisie Songfestival. Samen met zijn partner Jordan Garfield schreef hij mee aan het liedje Burning Daylight, dat uitgevoerd werd door Mia Nicolai en Dion Cooper. Dat kwam hem aanvankelijk op kritiek te staan, vanwege zijn "onzichtbaarheid" in de periode dat de act onder vuur lag. Rond die tijd bekritiseerde Wouter Hardy, producer en co-auteur van Laurences winnende Songfestivalnummer Arcade uit 2019, Laurence over de zakelijke afwikkeling van het succes van dat nummer. Dat nummer was inmiddels 2,5 miljard keer gestreamd en Hardy zou oneerlijk behandeld zijn door Laurence. In het najaar van 2023 deed hij mee aan het televisieprogramma Beste Zangers, waar hij Douwe Bobs I Do coverde en daarmee de Tipparade haalde.

## Privé
Laurence is biseksueel. Hij is sinds augustus 2023 gehuwd met de Amerikaanse songwriter Jordan Garfield. Ze waren sinds oktober 2020 verloofd.

## Prijzen
| Jaar | Prijs                 | Categorie              | Resultaat   | Opmerking             |
| ---- | --------------------- | ---------------------- | ----------- | --------------------- |
| 2019 | OUTmusic award        | –                      | Gewonnen    | Met het nummer Arcade |
| 2019 | Marcel Bezençon Award | Press Award            | Gewonnen    | Met het nummer Arcade |
| 2019 | Eurovisiesongfestival | –                      | Gewonnen    | Met het nummer Arcade |
| 2020 | 100% NL Award         | Doorbraak van het jaar | Gewonnen    | [ 26 ]                |
| 2020 | Edison Award          | Beste nieuwkomer       | Genomineerd | [ 27 ] [ 28 ]         |
| 2020 | Edison Award          | Beste single           | Gewonnen    | Met het nummer Arcade |
| 2020 | Edison Award          | Beste video            | Genomineerd | Met het nummer Arcade |

## Discografie

### Albums
| Album          | Verschijnen       | Label                                | Hitlijsten | Hitlijsten | Hitlijsten | Hitlijsten | Opmerkingen                        |
| Album          | Verschijnen       | Label                                | BE (VL)    | BE (VL)    | NL         | NL         | Opmerkingen                        |
| Album          | Verschijnen       | Label                                | Piek       | Weken      | Piek       | Weken      | Opmerkingen                        |
| -------------- | ----------------- | ------------------------------------ | ---------- | ---------- | ---------- | ---------- | ---------------------------------- |
| Worlds on Fire | 13 mei 2020       | Spark                                | —          | —          | 60         | 1          | Ep                                 |
| Small Town Boy | 13 november 2020  | Spark, Universal Music               | 94         | 2          | 6          | 9          | Debuutalbum / Platina in Nederland |
| Skyboy         | 22 september 2023 | Yellowfield Records, Universal Music | —          | —          | 41         | 1          |                                    |

### Singles
| Lied                                     | Verschijnen      | Album              | Hitlijsten | Hitlijsten | Hitlijsten | Hitlijsten | Hitlijsten  | Hitlijsten  | Hitlijsten   | Hitlijsten   | Hitlijsten | Hitlijsten | Hitlijsten | Hitlijsten | Hitlijsten | Hitlijsten | Hitlijsten | Opmerkingen |
| Lied                                     | Verschijnen      | Album              | BE (VL)    | BE (VL)    | BE (WA)    | BE (WA)    | NL (Top 40) | NL (Top 40) | NL (Top 100) | NL (Top 100) | GB         | US         | DE         | FR         | AT         | SE         | CH         | Opmerkingen |
| Lied                                     | Verschijnen      | Album              | Piek       | Weken      | Piek       | Weken      | Piek        | Weken       | Piek         | Weken        | Piek       | Piek       | Piek       | Piek       | Piek       | Piek       | Piek       | Opmerkingen |
| ---------------------------------------- | ---------------- | ------------------ | ---------- | ---------- | ---------- | ---------- | ----------- | ----------- | ------------ | ------------ | ---------- | ---------- | ---------- | ---------- | ---------- | ---------- | ---------- | --- |
| Arcade                                   | 7 maart 2019     | Small Town Boy     | 2          | 19         | 31         | 7          | 1 (4wk)     | 24          | 1 (2wk)      | 56           | 29         | 30         | 26         | 42         | 22         | 6          | 6          | Inzending & winnaar Eurovisiesongfestival 2019 / NPO Radio 2 TopSong / 4× Platina in Nederland / Platina in België |
| Love Don't Hate It                       | 23 oktober 2019  | Small Town Boy     | tip3       | —          | —          | —          | 6           | 22          | 41           | 22           | —          | —          | —          | —          | —          | —          | —          | NPO Radio 2 TopSong / Goud in Nederland                                                                            |
| Someone Else                             | 13 mei 2020      | Small Town Boy     | tip36      | —          | tip43      | —          | 18          | 13          | 72           | 11           | —          | —          | —          | —          | —          | —          | —          | Alarmschijf |
| Beautiful                                | 13 mei 2020      | Small Town Boy     | —          | —          | tip        | —          | —           | —           | —            | —            | —          | —          | —          | —          | —          | —          | —          | |
| Last Night                               | 1 oktober 2020   | Small Town Boy     | —          | —          | —          | —          | tip18       | —           | —            | —            | —          | —          | —          | —          | —          | —          | —          | |
| Feel Something (met Armin van Buuren)    | 6 november 2020  | Small Town Boy     | tip27      | —          | —          | —          | 25          | 18          | 85           | 3            | —          | —          | —          | —          | —          | —          | —          | Alarmschijf |
| Stars                                    | 21 mei 2021      | —                  | —          | —          | —          | —          | tip20       | —           | 86           | 1            | —          | —          | —          | —          | —          | —          | —          | |
| Wishes Come True                         | 26 november 2021 | —                  | —          | —          | —          | —          | 28          | 3           | —            | —            | —          | —          | —          | —          | —          | —          | —          | NPO Radio 2 TopSong                                                                                                |
| Electric Life                            | 3 augustus 2022  | Skyboy             | —          | —          | —          | —          | 22          | 20          | 79           | 4            | —          | —          | —          | —          | —          | —          | —          | Alarmschijf / NPO Radio 2 TopSong / 3FM Megahit / 538 Favourite                                                    |
| WDIA (Would Do It Again) (met Rosa Linn) | 21 oktober 2022  | —                  | —          | —          | —          | —          | tip14       | —           | —            | —            | —          | —          | —          | —          | —          | —          | —          | |
| Skyboy                                   | 8 maart 2023     | Skyboy             | —          | —          | —          | —          | 26          | 9           | —            | —            | —          | —          | —          | —          | —          | —          | —          | Alarmschijf / 3FM Megahit / 538 Favourite                                                                          |
| Rest in Peace                            | 21 augustus 2023 | Skyboy             | —          | —          | —          | —          | tip20       | —           | —            | —            | —          | —          | —          | —          | —          | —          | —          | |
| I Do                                     | 2 september 2023 | Beste Zangers 2023 | —          | —          | —          | —          | tip14       | —           | —            | —            | —          | —          | —          | —          | —          | —          | —          | |
| Don't Want a Heart (met Mell)            | 21 oktober 2023  | Beste Zangers 2023 | —          | —          | —          | —          | tip22       | —           | —            | —            | —          | —          | —          | —          | —          | —          | —          | |

### NPO Radio 2 Top 2000
| Nummer met noteringen in de NPO Radio 2 Top 2000 | '19 | '20 | '21 | '22 | '23 | '24 |
| ------------------------------------------------ | --- | --- | --- | --- | --- | --- |
| Arcade                                           | 160 | 208 | 251 | 365 | 420 | 666 |

1. ↑  Een vetgedrukt getal geeft de hoogste notering aan.
2. ↑  2019 was het eerste jaar met een notering voor dit nummer.

## Trivia
- Op 21 mei 2021 onthulde EBS, het vervoerbedrijf dat het busvervoer rond Hellevoetsluis verzorgt, een speciale Duncan Laurence-bus.[30]
- De artiestennaam van Laurence verwijst naar de tweede naam van zijn moeder: Lourentia.[31]

- Gemeinsame Normdatei: 1182070280
- International Standard Name Identifier: 0000 0004 7611 0951
- Library of Congress Control Number: no2021101873
- MusicBrainz: 20faff08-d3b7-45ca-a8aa-a85f6bb9eb78
- Virtual International Authority File: 1137155411321308940009

1956: Jetty Paerl + Corry Brokken · 
1957: Corry Brokken · 
1958: Corry Brokken · 
1959: Teddy Scholten · 
1960: Rudi Carrell · 
1961: Greetje Kauffeld · 
1962: De Spelbrekers · 
1963: Annie Palmen · 
1964: Anneke Grönloh · 
1965: Conny Vandenbos · 
1966: Milly Scott · 
1967: Thérèse Steinmetz · 
1968: Ronnie Tober · 
1969: Lenny Kuhr · 
1970: Hearts of Soul · 
1971: Saskia & Serge · 
1972: Sandra & Andres · 
1973: Ben Cramer · 
1974: Mouth & MacNeal · 
1975: Teach-In · 
1976: Sandra Reemer · 
1977: Heddy Lester · 
1978: Harmony · 
1979: Xandra · 
1980: Maggie MacNeal · 
1981: Linda Williams · 
1982: Bill van Dijk · 
1983: Bernadette · 
1984: Maribelle · 
1986: Frizzle Sizzle · 
1987: Marcha · 
1988: Gerard Joling · 
1989: Justine Pelmelay · 
1990: Maywood · 
1992: Humphrey Campbell · 
1993: Ruth Jacott · 
1994: Willeke Alberti · 
1996: Maxine & Franklin Brown · 
1997: Mrs. Einstein · 
1998: Edsilia Rombley · 
1999: Marlayne · 
2000: Linda Wagenmakers · 
2001: Michelle · 
2003: Esther Hart · 
2004: Re-union · 
2005: Glennis Grace · 
2006: Treble · 
2007: Edsilia Rombley · 
2008: Hind · 
2009: Toppers · 
2010: Sieneke · 
2011: 3JS · 
2012: Joan Franka · 
2013: Anouk · 
2014: The Common Linnets · 
2015: Trijntje Oosterhuis · 
2016: Douwe Bob ·
2017: OG3NE · 
2018: Waylon · 
2019: Duncan Laurence · 
2021: Jeangu Macrooy · 
2022: S10 ·
2023: Mia Nicolai & Dion Cooper ·
2024: Joost Klein ·
2025: Claude
1956: Lys Assia · 
1957: Corry Brokken · 
1958: André Claveau · 
1959: Teddy Scholten · 
1960: Jacqueline Boyer · 
1961: Jean-Claude Pascal · 
1962: Isabelle Aubret · 
1963: Grethe & Jørgen Ingmann · 
1964: Gigliola Cinquetti · 
1965: France Gall · 
1966: Udo Jürgens · 
1967: Sandie Shaw · 
1968: Massiel · 
1969: Frida Boccara, Lenny Kuhr, Salomé, Lulu · 
1970: Dana · 
1971: Séverine · 
1972: Vicky Leandros · 
1973: Anne-Marie David · 
1974: ABBA · 
1975: Teach-In · 
1976: Brotherhood of Man · 
1977: Marie Myriam · 
1978: Izhar Cohen & The Alphabeta · 
1979: Gali Atari & Milk & Honey · 
1980: Johnny Logan · 
1981: Bucks Fizz · 
1982: Nicole · 
1983: Corinne Hermès · 
1984: Herreys · 
1985: Bobbysocks · 
1986: Sandra Kim · 
1987: Johnny Logan · 
1988: Céline Dion · 
1989: Riva · 
1990: Toto Cutugno · 
1991: Carola Häggkvist · 
1992: Linda Martin · 
1993: Niamh Kavanagh · 
1994: Paul Harrington & Charlie McGettigan · 
1995: Secret Garden · 
1996: Eimear Quinn · 
1997: Katrina & the Waves · 
1998: Dana International · 
1999: Charlotte Nilsson · 
2000: Olsen Brothers · 
2001: Tanel Padar, Dave Benton & 2XL · 
2002: Marie N · 
2003: Sertab Erener · 
2004: Ruslana · 
2005: Elena Paparizou · 
2006: Lordi · 
2007: Marija Šerifović · 
2008: Dima Bilan · 
2009: Alexander Rybak · 
2010: Lena Meyer-Landrut · 
2011: Ell & Nikki · 
2012: Loreen · 
2013: Emmelie de Forest · 
2014: Conchita Wurst · 
2015: Måns Zelmerlöw · 
2016: Jamala · 
2017: Salvador Sobral · 
2018: Netta Barzilai ·
2019: Duncan Laurence ·
2021: Måneskin ·
2022: Kalush Orchestra ·
2023: Loreen ·
2024: Nemo